# Hrabstwo Jasper (Missouri)
Hrabstwo Jasper (ang. Jasper County) – hrabstwo w zachodniej części stanu Missouri w Stanach Zjednoczonych. Obszar całkowity hrabstwa obejmuje powierzchnię 616,41 mil2 (1 661 km²). Według danych z 2010 r. hrabstwo miało 117 404 mieszkańców. Hrabstwo powstało w 1841 roku i nosi imię Williama Jaspera - bohatera wojny o niepodległość Stanów Zjednoczonych.

## Sąsiednie hrabstwa
- Hrabstwo Barton (północ)
- Hrabstwo Dade (północny wschód)
- Hrabstwo Lawrence (wschód)
- Hrabstwo Newton (południe)
- Hrabstwo Cherokee (Kansas) (zachód)
- Hrabstwo Crawford (Kansas) (północny zachód)

## Miasta
- Alba
- Asbury
- Carl Junction
- Carterville
- Carthage
- Duenweg
- Jasper
- Joplin
- La Russell
- Neck City
- Oronogo
- Purcell
- Reeds
- Sarcoxie
- Waco
- Webb City

## Wioski
- Airport Drive
- Avilla
- Brooklyn Heights
- Carytown
- Duquesne
- Fidelity